# Беличин
Беличин (укр. Біличин) — село на Украине, находится в Жмеринском районе Винницкой области.
Код КОАТУУ — 0520286506. Население по переписи 2001 года составляет 405 человек. Почтовый индекс — 23024. Телефонный код — 4341. Занимает площадь 2,107 км².
До 17 июля 2020 года находилось в Барском районе Винницкой области.